# Oenonidae
Oenonidae é uma família de Polychaeta pertencente à ordem Eunicida.

## Géneros
Géneros:
- Aenone Lamarck, 1818
- Aenone Risso, 1826
- Aglaura Savigny, 1818